# Herbert Haller

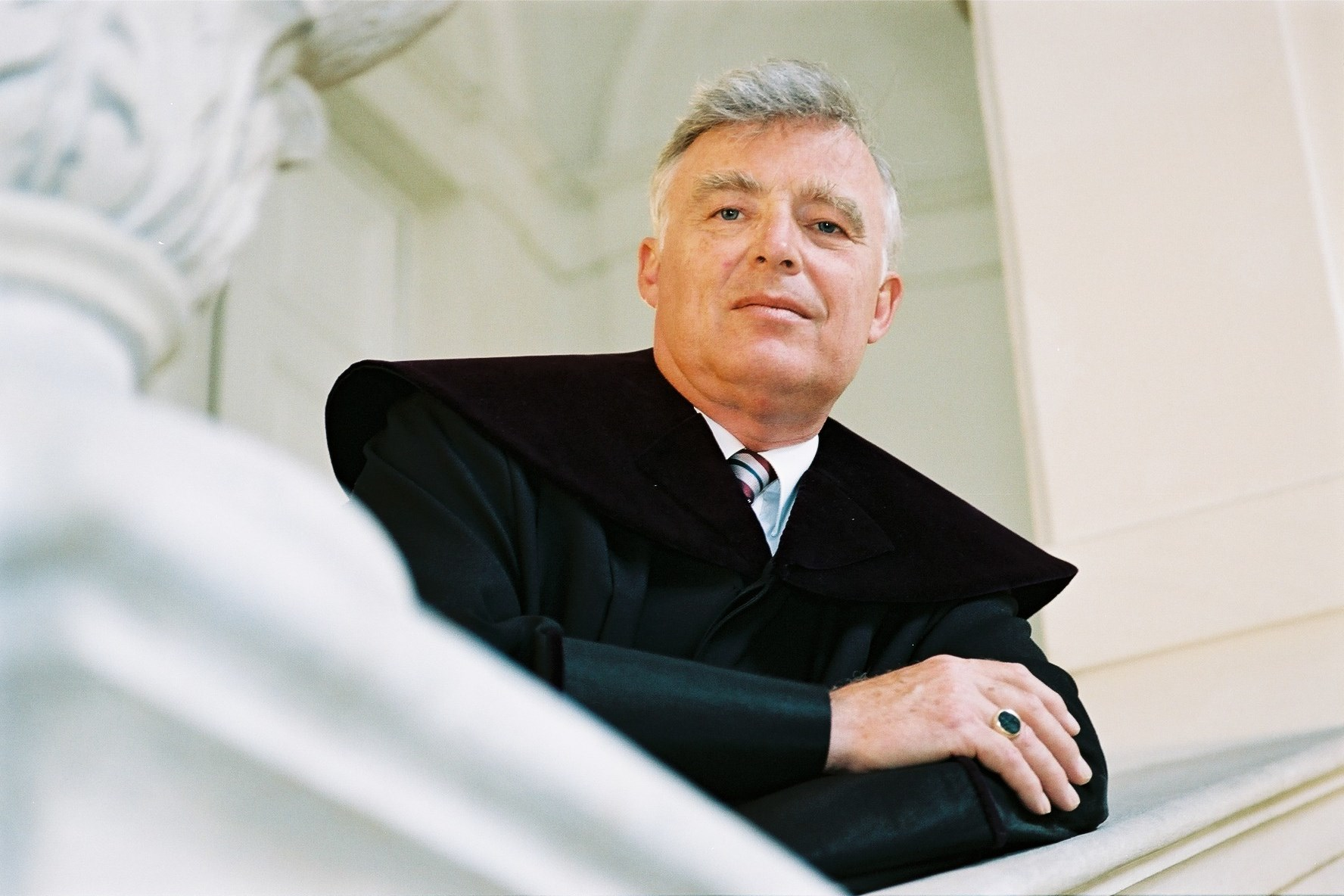
Herbert Haller als Verfassungsrichter im Talar (2003)

Herbert Haller (* 7. Februar 1940 in München; † 31. Juli 2021 in St. Georgen am Längsee) war ein österreichischer Jurist und von 2003 bis Ende 2010 Mitglied des österreichischen Verfassungsgerichtshofes.

## Leben
Nach dem Besuch eines Humanistischen Gymnasiums in Wien legte er die Matura 1958 ab. Danach studierte er die Rechte an der Universität Wien und schloss 1963 das Studium mit der Promotion zum Dr. iur. ab. In weiterer Folge war Haller Assistent am Institut für Staats- und Verwaltungsrecht der Universität Wien 1963 bei Günther Winkler, Forschungsstipendiat der Alexander von Humboldt-Stiftung von 1967 bis 1969 an der Universität München und 1970 bis 1975 Schriftführer am Österreichischen Verfassungsgerichtshof. 1975 wurde er Assistent am Institut für Verfassungs- und Verwaltungsrecht der Wirtschaftsuniversität Wien und habilitierte für Öffentliches Recht 1978. Im gleichen Jahr wurde ihm ein Kardinal-Innitzer-Förderungspreis zuerkannt. Es folgte eine Dienstzuteilung an das Bundesministerium für Handel, Gewerbe und Industrie von 1978 bis 1980. Von 1985 bis 2005 war Haller Universitätsprofessor für Öffentliches Recht an der Wirtschaftsuniversität Wien.
Daneben war Haller Vortragender an der Verwaltungsakademie des Bundes (1984–1989), Studiendekan der Wirtschaftsuniversität Wien (1998–2000), Stellvertretender Vorsitzender und Senatsvorsitzender der Bundesvergabekontrollkommission, Vorsitzender des Datenschutzrates (2000–2003) und Mitglied des Österreich-Konvents (2003–2005), in welchem er die Leitung des Ausschusses IX (Rechtsschutz, Gerichtsbarkeit) innehatte. Von 1. Jänner 2003 bis 31. Dezember 2010 war er Mitglied des Verfassungsgerichtshofes.

## Schriften
- Die Bundes-Verfassungsgesetznovelle über die Erweiterung der Zuständigkeit des Verwaltungs- und Verfassungsgerichtshofes in: Quartalshefte, Jg. 12. 1977, H. 1/2, 3. Wien 1977
- Die Prüfung von Gesetzen. Ein Beitrag zur verfassungsgerichtlichen Normenkontrolle. (Forschungen aus Staat und Recht, Bd. 47). Wien–New York 1979, ISBN 3-211-81531-7
- (Hrsg.): Staat und Recht. Festschrift für Günther Winkler. Wien–New York 1997, ISBN 3-211-83024-3